# Dilophus testaceipes
Dilophus testaceipes är en tvåvingeart som beskrevs av Blanchard 1852. Dilophus testaceipes ingår i släktet Dilophus och familjen hårmyggor. Inga underarter finns listade i Catalogue of Life.